# ポテトバブカ
ポテトバブカ(ベラルーシ語: Бабка)は、ポーランドやベラルーシで人気のある料理である。
おろしたジャガイモ、卵、タマネギ、ベーコン、そして特にポーランドではソーセージを材料として用いる。陶製の壺（クロック）で焼き上げ、しばしばサワークリームや豚肉のベーコンを添えて提供される。レシピや調理法によって、ポテトパイのようにもポテトプディングのようにもなる。
似た料理には、リトアニアのクーゲリスやドイツのカルトッフェルクーゲルがある。